# Donji Tovarnik
Donji Tovarnik (ćir.: Доњи Товарник) je naselje u općini Pećinci u Srijemskom okrugu u Vojvodini.

## Stanovništvo
Prema popisu stanovništva iz 2002. godine u naselju Donji Tovarnik živi 1.016 stanovnika, od čega 778 punoljetnih stanovnika s prosječnom starosti od 38,6 godina (36,9 kod muškaraca i 40,4 kod žena). U naselju ima 298 domaćinstva, a prosječan broj članova po domaćinstvu je 3,40.
Prema popisu iz 1991. godine u naselju je živjelo 1.076 stanovnika.
| Etnički sastav 2002. |            |        |
| Narod                | Stanovnika |        |
| Srbi                 | 941        | 92,61% |
| Romi                 | 46         | 4,52%  |
| Hrvati               | 3          | 0,29%  |
| Makedonci            | 2          | 0,19%  |
| Rumunji              | 1          | 0,09%  |
| Muslimani            | 1          | 0,09%  |
| nepoznato            | 17         | 1,67%  |

| broj stanovnika | 804   | 847   | 1045  | 1099  | 1034  | 1076  | 1016  |
|                 | 1948. | 1953. | 1961. | 1971. | 1981. | 1991. | 2001. |

## Vanjske poveznice
- Karte, položaj vremenska prognoza
- [neaktivna poveznica]